# Club Celaya
A Club Celaya (korábban Atlético Celaya) a mexikói másodosztályú labdarúgó-bajnokságban szereplő csapat, otthona a Guanajuato államban található Celaya város.

## Története
Az 1954 februárjában alapított klub ebben az évben a másodosztályú bajnokságban kezdte meg szereplését. Mindjárt második idényükben, az 1955–1956-osban az aranyéremért vívhattak csatát a Monterrey ellen, de a döntőt elbukták. Két év múlva azonban sikerült a feljutás az első osztályba. Azonban nem sokáig maradtak meg a legmagasabb szinten: néhány évnyi gyenge szereplés után 1961-ben visszacsúsztak a második vonalba, az 1970-es évek elején pedig a klub teljesen meg is szűnt.
Az újjászületés 1994-ben érkezett el, ekkor Atlético Celaya néven jött létre az együttes, és azonnal meg is nyerték a másodosztályt. Az előre nem látott feljutás azonban pénzügyi gondokat okozott: végül a szurkolók segítségével összegyűlt annyi pénz, amennyi megszüntette a gondokat és amennyiből még a stadiont is fel tudták újítani. Hamarosan szerződtedték a Real Madridtól Emilio Butragueñót, aki hamar a szurkolók kedvencévé vált, és akinek nagyban köszönhető volt, hogy 1996-ban a bajnoki döntőig menetelt az együttes. Igaz, ott a Necaxától vereséget szenvedtek, de az ezüstértem így is történetük eddigi legnagyobb eredményét jelenti.
A 2001–2002-es idényre új tulajdonos érkezett a csapathoz, aki azonban megszüntette azt, pontosabban átköltöztette őket Morelos államba, így innentől kezdve Colibríes de Morelos néven folytatták szereplésüket.
2003-ban viszont a Reboceros de La Piedad költözött át Celayába, így a városba visszatért a professzionális labdarúgás, de csak 2004-ig. Legközelebb 2007-ben alakult újjá a csapat, ekkor a Gallos Blancos de Querétaro fiókcsapataként, de amikor hamarosan a Querétaro kiesett az első osztályból, a fiókcsapatot is eladták. Végül 2008-ban született újjá a Celaya FC, a harmadosztályban kezdve meg szereplését. 2010-ben megnyerték a harmadosztály fél éves bajnokságát, majd 2011-ben a nagydöntőt is a feljutásért, így azóta ismét a másodosztályban szerepelnek.

## Bajnoki eredményei
A csapat első osztályú szereplése során az alábbi eredményeket érte el:

### A régi rendszerben
| Év        | Helyezés |
| --------- | -------- |
| 1958–1959 | 13. hely |
| 1959–1960 | 12. hely |
| 1960–1961 | 14. hely |

### A rájátszásos rendszerben
| Év            | Alapszakasz-helyezés | Eredmény a rájátszásban |
| ------------- | -------------------- | ----------------------- |
| 1995–1996     | 4. hely              | 2. hely                 |
| 1996 tél      | 16. hely             |                         |
| 1997 nyár     | 17. hely             |                         |
| 1997 tél      | 11. hely             |                         |
| 1998 nyár     | 17. hely             |                         |
| 1998 tél      | 11. hely             |                         |
| 1999 nyár     | 8. hely              |                         |
| 1999 tél      | 15. hely             |                         |
| 2000 nyár     | 14. hely             |                         |
| 2000 tél      | 18. hely             |                         |
| 2001 nyár     | 16. hely             |                         |
| 2001 tél      | 16. hely             |                         |
| 2002 nyár     | 16. hely             |                         |
| 2002 Apertura | 17. hely             |                         |

## A csapat becenevei
A Celayát a címerükben szereplő arany színű bika után gyakran Torosnak, azaz bikáknak nevezik, míg a városra utalva a Cajeteros, azaz cajetakészítők vagy cajetaárusok becenevet kapták, ugyanis a cajeta nevű édesség Celaya városából származik.